# André Milhoux
Pour les articles homonymes, voir Milhoux.
Pas d'image ? Cliquez ici
André Milhoux, né le 9 décembre 1928 à Bressoux, est un pilote automobile belge. Il a participé à un Grand Prix du Championnat du Monde de Formule 1 en 1956, sur Gordini T32. Il n'a marqué aucun point en championnat. Cette même année, il pilota également en Endurance lors des 24 Heures du Mans sur Gordini 17 TS. 

## Biographie
André Milhoux est un artisan qui construit des automobiles de compétition, tout en prenant de temps en temps part à certaines épreuves. Il participe ainsi au Grand Prix automobile d'Allemagne 1956, sur une Gordini T32 où il fait une pige pour remplacer André Pilette, blessé aux essais. Après quinze tours, il abandonne sur casse moteur. Cette épreuve reste sa seule participation à un Grand Prix de Formule 1.
Milhoux est plus connu pour ses engagements en Belgique au volant de berlines Plymouth, Chrysler et Ford préparées par ses soins. En compagnie de Paul Frère, il remporte en 1953, sur Chrysler Saratoga, le championnat de Belgique de voitures de tourisme en catégorie 2 litres ainsi qu'une victoire de classe lors de l'édition 1953 des Mille Miglia. 
Il s'engage sur plusieurs épreuve d'Endurance renommées et se classe notamment quatrième des 1 000 km de Paris en 1956 au sein de l'Équipe Nationale Belge comme coéquipier de Pilette. Il est engagé comme pilote officiel Gordini aux 24 Heures du Mans 1956 sur Gordini T17S et abandonne au bout de huit heures et un peu plus de 900 km sur casse de transmission.
En 1958, lors des essais du Grand Prix de Belgique, Milhoux est victime d'un grave accident au volant de la Ferrari 801 de l'Équipe Nationale Belge et quitte le monde de la compétition.

## Résultats en championnat du monde de Formule 1
| Saison | Écurie         | Châssis | Moteur                | Pneus     | GP disputés | Points inscrits | Classement |
| ------ | -------------- | ------- | --------------------- | --------- | ----------- | --------------- | ---------- |
| 1956   | Équipe Gordini | T32     | Gordini 25 8 en ligne | Englebert | 1           | 0               | n.c.       |